# Loxanthera
Loxanthera é um género botânico pertencente à família Loranthaceae.